# Puerta del Sol (Michoacán)
Puerta del Sol es una localidad del estado mexicano de Michoacán. Es parte del municipio de Tarímbaro. Fue fundada el 19 de noviembre de 2003.

## Demografía
| Censo | Población |
| ----- | --------- |
| 2010  | 2729      |
| 2020  | 2911      |